# 間諜教室角色列表
本列表列出日本輕小說家竹町的作品《間諜教室》中的角色介紹。

## 迪恩共和國

### 燈火
燈火是迪恩共和國繼「火焰」後的最强間諜隊伍，是由八名各有所長的間諜學校吊車尾少女所組成，並由「火焰」的唯一倖存者克勞斯親手訓練而成，負責接替「火焰」的使命來完成各個「不可能任務」。原是臨時團隊，經過首次任務後改為正式團隊，根據地是位於共和國港都阿蘭克的「佳瑪斯宗教學校」中的「陽炎宮」；原先也是「火焰」的根據地。
「燎火」克勞斯（聲：梅原裕一郎）
「燈火」的老大，20歲，皮膚極白、長髮過肩、面不改色的美男子。原為迪恩共和國最強間諜團隊「火焰」最後倖存的成員，出身不明，在貧民窟被「炬光」基德撿回「火焰」後培養成人，並獲傳授「火焰」全員的所有技術。在「火焰」全軍覆沒後成立「燈火」，將「火焰」和「燈火」的成員視為家人，即使有任務在身都會不惜一切去守護她們。口頭禪為「好極了」（極上だ）、「這場遊戲，我該陪你玩到什麼時候？」（このお遊びには、いつまで付き合えばいい?）。
自稱「世界最強間諜」，擁有極為強大的實力，至今從未在任務中失手。缺點是我行我素，心思讓人難以捉摸，而且由於自己天分過高，所以不具備教導別人的能力。組建「燈火」時幾乎是零經驗教導，面對一群各有所長的問題學生們，認為自己無法教導下去後便撒手不管，決定獨自面對任務。經過與百合的一次簡單試探過後，決定以刺激的方式來逼出她們的潛能，將課程內容定於「想辦法打倒我」，以此磨練少女們的實力。
起初不知道敬愛的師父「炬光」基德背叛團隊，在「火焰」全員分別執行不可能任務時，獨自被基德騙去執行自殺任務。然而卻出乎意料地倖存下來，從而成為「火焰」唯一的倖存者。兩個月後帶領「燈火」執行生化武器「地獄人偶」奪還任務時與基德重逢，並在「燈火」全員努力下戰勝自己的師父。最後拒絕對師父下殺手，並希望基德能迷途知返、再次攜手並進，但最終目睹基德為救自己而死於「蛇」的成員——「白蜘蛛」之手，至此決定遵從師父的遺志，將家人「守護到底」。同時也想找出縱使師父基德背叛家人與同袍的真正原因，基於心裡始終都拒絕相信師父寧願背叛家人、都要與敵人狼狽為奸，因此將「蛇」視為不可饒恕的仇敵。
口號：「代號『燎火』──腐朽爆破的時間到了。」（コードネーム『燎火』、朽ち爆はぜる時間だ）
「花園」百合（聲：雨宮天）
「燈火」的隊長，同時兼任執行組成員，17歲。出身於偏鄉、不諳世事的少女。以亮麗銀髮、可愛娃娃臉、以及豐滿胸部為主要特征。性格樂天單純，不屈不撓，具有號召力和行動力，多次將「燈火」凝結成一個集體。
專長是用毒，自身還擁有百毒不侵的特異體質，故可以使用對常人而言等同自殺的範圍攻擊。兒時家鄉在帝國的毒氣攻擊中全滅，靠抗毒體質倖存的她卻失去家人，獲士兵保護後進入間諜培育學校，立志成為間諜來改變這座戰火連天的世界。缺點是冒失、容易上當，總是會製造麻煩。在校時雖然靠筆試取得優異成績，實地測試卻是一敗塗地，僅是因為特殊體質才被校方網開一面。而且擁有膽大包天、永不放棄的堅韌精神力，身體看似柔弱卻異常耐打，無論被打倒多少次都會重新爬起。
加入「燈火」時把持住即將執行「不可能任務」的不安，原本滿心期待自己會受資深間諜訓練，卻發現身為老大的克勞斯完全不會教導她們、幾乎是對她們撒手不管，為了不讓自己與同伴茫無目的地去送死，便以自己的用毒專長而向克勞斯進行談判。儘管因為粗糙的行動安排而沒能成功，但因為她肯為同伴著想的精神、加上危機時刻率先採取行動的資質，才被克勞斯推選為「燈火」的隊長。
起初艱難地在同伴面前維持隊長身份，基於訓練期間在許多關鍵時刻完全靠不住，並且不止一次被克勞斯誘騙而將其他同伴的行動計劃洩漏出去。儘管如此，她仍然重視團隊的安危，不惜在生化武器「地獄人偶」奪還任務開始前，提出舉行誓師大會以消除團隊的不安。而在任務時面對強大的前「火焰」成員基德，即使其他成員都被抓，仍靠意志力堅持到克勞斯趕到，並以花費一個月開發的毒泡泡作掩護來實行「第八名少女」的奇招才順利完成任務。首次任務的卓越功績使其他成員對她徹底改觀，即使在生活上與任務過程中仍會犯下一些低級錯誤，但樂觀單純的她總是會給「燈火」增添笑料、緩和僵硬的氣氛，從此成為備受信賴、不可或缺的隊長。
口號：「代號『花園』──狂亂綻放的時間到了。」（コードネーム『花園』、咲き狂う時間です）
秘密武器（Last code）：「失樂園」──枯萎凋零的世界。（《失楽園》――枯れ散らす世界です）
「愛娘」葛蕾特（聲：伊藤美來）
「燈火」的參謀，政治家的女兒，18歲，紅髮。個性嫻靜、聰明睿智，負責整合現有的情報來出謀劃策，必要時才會親自上場對敵。同時喜歡克勞斯，親切地稱他為「老大」，在隊伍中與克勞斯走得最近。
專長是包含聲音在內的完美變裝，卓越的觀察力使她的變裝技術惟妙惟肖。由於身材扁平，因而也能輕鬆假扮成男性。至今除了克勞斯外，沒有人能看穿她的易容。缺點是患有男性恐懼症，一旦和克勞斯之外的男性太靠近便會生理不適。源於她的左臉到頸部有一塊天生的巨大疤痕，因此無法發揮政界千金的社交功能，出生後長年被父親軟禁在家、還被兄長霸凌。最後被父親以近乎遺棄的方式送來間諜學校後，給自己取了「愛娘」（意即愛女）這個諷刺的代號，並戴上變裝掩蓋疤痕。直到加入「燈火」後，一次洗完澡時撞見進門的克勞斯，身材與臉上的疤痕在克勞斯面前一覽無遺。然而由於克勞斯沒有產生抵促，從此對克勞斯產生愛慕之情。
擁有卓越的戰略頭腦，有時僅需短短幾秒便能全方位構思作戰計劃，在舉發帝國刺客「屍」的同謀之任務中，首次活用強項大放異彩，甚至還運用臉上的疤痕加上「無敵意的攻擊」計策，成功擊敗「屍」的同謀。這次的成果使她得到克勞斯的認可與接納，儘管並非男女之情，但還是被克勞斯承諾會以「深愛家人」的方式愛著她。這次經歷使她不再掩飾自我、坦然專一地面對自己的感情，希望能以間諜身份成為支撐克勞斯的力量。
口號：「代號『愛娘』──笑歎的時間到了。」（コードネーム『愛娘』、笑い嘆く時間にしましょう）。
詐術：「變裝」×「邪戀」──假面愛戀（変装✕邪恋〔仮面愛想〕）
秘密武器：「惡戲娘」
「百鬼」席薇亞（聲：東山奈央）
「燈火」的格鬥專家，幫派老大的長女，17歲，白髮。待人開朗、神情凜然、勇往直前且富有正義感，穿著一件皮外套。在隊伍中與百合最為要好，經常在她犯傻時負責吐槽而炒熱團隊氛圍。
專長是偷竊，具有不到一秒就偷走或調換他人身上的任何物品的技術。缺點是個性暴躁、說話毒辣。從小在幫派「食人族」中長大，為了保護弟妹而長期受到父親打罵虐待。最終忍無可忍而向警方舉報自己的父母，進入間諜學校後一直將打工的薪水匯到弟妹居住的孤兒院。然而不到四年，連她的弟妹都不幸被父親的仇家殺害，導致她長時間陷入復仇的怒火中，屢次溜出學校以自己的方式洩憤，從而拖垮成績淪為吊車尾。
直到加入「燈火」後開始重新振作起來，即使弟妹已死，但還是立志成為間諜以繼續保護其他受苦的孩子們，並固定將任務的報酬捐贈給孤兒院。任務時一向負責跟蹤目標人物、必要時偷走其身上的重要物品，或是假扮記者四處走訪調查。但因為暴躁的個性，使她時常做出違反作戰計劃的失態之舉。直到與「鳳」一行人交鋒、相識後才有所改善，與「鳳」當中的格鬥專家「翔破」畢克斯進行過數次交手來鍛煉身手。
而「鳳」的全員喪生使她再次體會到失去家人的感覺，一怒之下不惜以自身為誘餌前去接觸毀滅「鳳」的CIM防諜部隊，過程中陪克勞斯暗中行動，一步一步將「操偶師」亞梅莉一行人引入陷阱而全員拿下，同時也以自己失去過太多家人的經歷而勸服亞梅莉不要自尋短見。而莫妮卡的背叛也使她再度四處奔走尋找真相，但還是沒能阻止「燈火」陷入半毀的狀態。心有不甘之下認清自己其實尚未成熟，因此在克勞斯被「白蜘蛛」用計挾持時，獨自活用詐術而與好戰的CIM高官「盔甲師」梅瑞狄斯拼個兩敗俱傷，以幾近被打死的代價澄清誤會、識破是亞梅莉遭「蛇」策反，並為百合和莎拉送出這則情報，最終使克勞斯得救並擊敗「蛇」。任務後相當在意百合與莫妮卡的戀情發展，一番追問後得知兩人決定維持現狀。
口號：「代號『百鬼』──掠奪攻擊的時間到啦！」（コードネーム『百鬼』、攫い叩く時間にしてやんよ）。
詐術：「竊盜」×「調換」──虛實混雜（窃盗✕掏替〔虚実混交〕）
秘密武器：「天邪鬼」
「冰刃」→「灰燼」莫妮卡（聲：悠木碧）
「燈火」的王牌，知名藝術家的小女兒，16歲，略帶藍色的銀髮。個性高傲的天才少女，習慣用「在下」為第一人稱，身上穿一件黑色斗篷，必要時會戴著黑色面罩隱藏面孔。
專長是偷拍和計算，僅靠鏡面反射即能看穿空間內的一切（例如陷阱或實用物品）。實力也是全隊最好的人，即使是克勞斯的技術也能看一眼就學會，也是唯一能跟克勞斯戰成平手的成員。缺點是內心冰冷、極度自負、團隊意識欠佳。從小雖然在藝術方面樣樣精通，但始終達不到家人的期望而離家進入間諜學校。原本成績優異、出類拔萃，卻在「火焰」以聯合演習為由舉行的選拔考試中敗給身為考官的「煽惑」海蒂，被她嚴厲指出自己「無法燃起心中的火焰」。這次挫折使她意識到自己的極限，從此自願在訓練中放水而成為吊車尾。直到加入「燈火」之後開始改變內心、學會重視團隊。在隊伍中與緹雅總是意見相左，兩人之間爆發過不止一次衝突，但在合作時卻是默契十足的好搭檔。
她同時對「燈火」的隊長——「花園」百合抱有戀愛感情，自從在「燈火」的首次任務中，目睹百合臨危不懼地面對強敵基德，而且完成任務後還曾被百合稱讚自己是「好極了的天才」，從而愛上了她。深知這份感情將會是自己的弱點而選擇保密，開始慢慢養成看戀愛小說的習慣，表面上與百合保持距離，其實一直在以保護團隊的名義秘密守護著她。而隊伍中只有以奪走初吻的方式與她對視的緹雅知情她的戀情，但緹雅不知道具體是誰。
秘密直到在芬德聯邦時被「蛇」察覺，使她受到翠蝶當面威脅，在得知對方會對百合不利的情況下，不得不背叛隊伍、以代號「緋蛟」潛伏進「蛇」內部。之後更是不惜性命打敗試圖勸降她的克勞斯、還與整個CIM為敵、同時狠狠挫敗不可一世的「翠蝶」，勇猛頑強使她被CIM賦予「燒盡」之名。身負重傷之下受到「白蜘蛛」與「黑螳螂」攔截，走投無路下用發報器對另一頭的同伴們傳達「蛇」的情報，同時向百合表白後看似死在「黑螳螂」的攻擊中。所幸及時躲入「炮烙」蓋兒黛遺留的地下室而逃過一劫，即使因為屋子燒毀而無法逃生，但仍靠漏入地下室的雨水得到一線生機，於一星期後被成功撥亂反正的「燈火」全員救出。
傷勢康復後對外宣佈已死，代號改為「灰燼」；同時與百合答應繼續維持「往常的關係」。
口號：「代號『冰刃』──愛戀擁抱到最後一刻。」（コードネーム『氷刃』、時間の限り愛し抱け）
詐術：「縱火」×「反派角色」──偽惡嗜好（放火✕敵役〔偽悪趣味〕）
秘密武器：「付燒刃」
「夢語」緹雅（聲：上坂堇）
「燈火」的司令塔，實際功能上的現場指揮。大型新聞社社長的獨生女，18歲，在少女之中最年長。以黑色直長髮、優雅笑容、以及引人注目的完美身材為主要特征，自封隊伍中的「戀愛大師」。
專長是談判、色誘和勸降，特殊才能是跟人對視雙目三秒鐘後，便能得知對方心中深處的最大慾望。缺點是抗壓性不佳，容易受挫，且意外地容易受騙。七年前被父親的仇人綁架監禁一星期，受到驚嚇而患上失語症，受到「火焰」的前領導人「紅爐」相救，受到她鼓勵與指引而慢慢恢復語言能力，同時對她心生仰慕，因而決心追隨其腳步成為間諜。在間諜學校中的表現其實不差，然而為了鍛煉而接觸包含已婚教師在內的多名男女，才被視為問題學生。
加入「燈火」後能發揮實力與強項的機會少之又少，缺乏領導力的她還幾度在面對強大的敵人時本能性地退縮。後來在應對安妮特母親瑪蒂達過程中，受到瑪蒂達愚弄及欺騙，雖然滿足安妮特“幫助”母親的心願，但信心也因此受到巨大挫折。直到在「米塔里歐」任務中，首次擔任指揮官的她受同伴激勵而走出挫折、重新振作，活用兒時模仿「紅爐」的語氣之強項，以「英雄」身份成功策反以羅蘭為首的數名「紫蟻」部下，在任務中作出極大貢獻。
此次任務使她倍感自信，言行舉止變得落落大方，開始活用強項來出色調配成員配置，還配合每人的精神狀態來分配工作。在龍衝的任務中盡全力從「鳳」手中搶回老大克勞斯，當兩隊化敵為友後從法爾瑪身上學會籠絡的技巧。在芬德聯邦任務期間最先看出莫妮卡背叛團隊的理由與真相，因此暗中利用自己學會的詐術與籠絡能力，拉攏並帶領當地的反政府組織「烽火連天」來支援莫妮卡，但最終沒有看出莫妮卡打算獨自背負一切的企圖。
口號：「代號『夢語』──現在是迷惑摧毀的時間。」（コードネーム『夢語』、惹き壊す時間よ）
詐術：「交涉」×「偶像」──愚神禮讚（交渉✕偶像〔愚神礼讃〕）
秘密武器：「夢幻劇」
「草原」莎拉（聲：佐倉綾音）
「燈火」的動物訓練專家，出身自經營餐廳的普通家庭，15歲，褐髮。戴著一頂報童帽。性格溫柔、腼腆，習慣以「小妹」自稱，負責照顧協助任務的動物以外，還十分照顧安妮特和愛爾娜。
特殊專長是調教、馴服動物，並讓牠們協助任務，而且也是除了克勞斯以外最能讓安妮特聽話的人。缺點是受訓時間非常短，故相關能力皆偏弱，而且有些許的自卑傾向。家裡經營的餐廳在帝國間諜和陸軍情報部之間爆發的爭執中半毀，導致她們一家欠下大筆債務的情況下，縱使她為了養家加上火焰成員「煤煙」盧卡斯推薦而進入間諜學校。但毫無間諜天賦的她難以跟上學校節奏，即將被退學之際被克勞斯招募進「燈火」，得以讓她找到立足之地。
飼養的三隻動物是老鷹「巴納德」、小狗「強尼」、白鴿「艾登」，而三隻都有智慧、通人性，且都能聽從莎拉的指揮完成力所能及的事情。其中巴納德是莎拉最信任的動物，起初被她在街上發現受傷後照顧至今，而在舉發「屍」同謀的任務中更是及時替莎拉、百合、席薇亞與葛蕾特承受手榴彈衝擊。種種卓越功績使克勞斯伴隨「燈火」全員集體承認巴納德成為「燈火」的正式一員，並賦予間諜代號「炯眼」。
受訓程度偏低的她在前三次任务中僅是作為支援，並沒有什麼直接作用或表現機會，在「米塔里歐」的任務中近距離見識到莫妮卡卓越的技術，從此對她產生敬佩而拜她為師。從此在莫妮卡的監督下開始各種嚴格訓練、提升實力，但也被莫妮卡禁止參與任何前線作戰。在龍衝的任務中擔任後勤，期間打算試用詐術而獨自挑戰當地黑幫卻險些送命。而「鳳」的全軍覆沒為她帶來不小的衝擊，在芬德聯邦任務期間始終都在瑟瑟發抖。之後莫妮卡孤軍奮戰卻生死未卜、加上「燈火」處於半毀狀態，迫使她下定決心挺身而出，與唯一能行動的百合、席薇亞一同突破重圍，並與賦予代號「炯眼」的巴納德奮力擊敗罪魁禍首「白蜘蛛」。經此一役獲得少女們與克勞斯的認可，並以「守護燈火」為自己的間諜使命。
口號：「代號『草原』──四處奔跑的時間到了。」（コードネーム『草原』、駆け回る時間っす）
詐術：「調教」×「擬人」──鳥獸戲畫（調教✕擬人〔鳥獣戯画〕）
秘密武器：「高天原」
「忘我」安妮特（聲：楠木燈）
「燈火」的發明家，也是團隊的重要後勤，14歲。灰桃色頭髮。左眼戴著眼罩，身上佩戴肩章並戴一頂船形帽，習慣用「本小姐」為第一人稱。出身不明，對四年前加入間諜學校之前的過去完全沒有記憶。
特技是工作，專長是下至修水管補牆壁、上至組裝和拆解炸彈的各種機械工藝，以及過目不忘的記憶力，任何物品光是看一眼就能製造出一模一樣的複製品。缺點是個性自我、過於奔放，外表看似天真無邪，心裡卻是一個腹黑。而且相當乖僻，常因為小事（例如自己長不高）發怒。必要時候會非常冷酷無情，會盡其所能地懲罰任何冒犯自己的人，即便是朝夕相處的同伴或親人也毫不例外；而「燈火」中僅克勞斯與莫妮卡察覺出她的陰暗面。
其後揭露她原本是被人遺棄在火車站垃圾箱中棄嬰，其養母瑪蒂達是帝國的間諜，從小遭受來自養母的暴力虐待，因養母無聊拿工具箱敲擊頭部導致失憶。其代號「忘我」不僅僅是形容她喪失記憶，更是在隱喻她的「忘卻自我」、專注到不顧其他人與事物的極端自我主義。「屍」任務過後偶然與瑪蒂達重逢，對母親毫無記憶與感情之下選擇扮演乖巧女兒，察覺到其心懷不軌後背著緹雅等同伴，用以牙還牙的方式將瑪蒂達暗殺。
在芬德聯邦任務期間遭到因故而背叛團隊的莫妮卡重傷，在肋骨及內臟受損的情況下接受緊急手術。雖然搶救過後平安脫險，後來一度不顧傷勢逃出醫院，打算向傷害過自己的莫妮卡尋仇；在百合、莎拉和席薇亞面前首次露出恐怖的本性，最後還是在莎拉透過動物群體的壓制及接納下才恢復冷靜。任務結束後仍難以釋懷，在隊伍全員的允許下讓傷勢未恢復的莫妮卡接受“合適的懲處”。
口號：「代號『忘我』──組裝的時間到了。」（コードネーム『忘我』、組みあげ時間にしましょう）
詐術：「工藝」×「隱惡」──純潔殺戮（工作✕隠悪〔無垢殺戮〕）
秘密武器：「我樂多」──讓這個世界瓦解醒悟吧！
「愚人」愛爾娜（聲：水瀨祈）
「燈火」的後勤，富家的千金，14歲，金髮。身穿黑色蘿莉塔式服裝，猶如一個“會行走的洋娃娃”，可愛又柔軟的臉頰讓人會不由自主地去揉捏，語句尾習慣加一個「…呢」。
特殊才能是引來不幸，並感應到附近不幸的事件將要發生的時間和地點。因此在必要時，她還會自導自演一些突發事故來欺瞞敵人、協助同伴。缺點則是不善與人溝通，加上總是會招致不幸發生而在間諜學校遭受孤立。八歲時家中因一場“人為火災”而全毀，成長過程中一直無法擺脫不幸，然而又有時候渴望遭遇不幸而能被同情的矛盾心理。在前往陽炎宮集合當天也因為遇上火車脫軌等一連串事故，並未在集合首日到達。其存在被「燈火」全員刻意隱瞞下來，作為一個月後即將執行的「不可能任務」中保留的奇招，因而在任務期間，同伴們被全員打倒時，藏身在行李中的她直接打敵人一個措手不及，進而使「燈火」圓滿完成首次任務。
由於引來不幸的特長不被看好，還時不時會給隊伍的任務造成不必要的麻煩，自己還會因此受傷。直到「燈火」與「鳳」在龍衝的競爭中，首次活用絕技打敗「鳳」的隊長溫德，不但分別獲得溫德與克勞斯的賞識，還因此成為「燈火」中首位開發出詐術的成員。這次成功使她獲得自信，從此開始盡全力協助「燈火」的後勤工作，在芬德聯邦任務期間還假扮平民，關鍵時刻替莫妮卡擋下一槍，以落下非致命傷的代價掩護莫妮卡逃離交火現場，後來便住院到任務結束為止。
口號：「代號『愚人』──現在是殺戮殆盡的時間呢。」（コードネーム『愚人』、尽くしす時間なの）
詐術：「事故」×「自演」──創造慘禍（事故✕自演〔惨禍創造〕）
秘密武器：「萬愚節」

### 火焰
火焰是迪恩共和國原先最強的間諜隊伍，加上「燎火」克勞斯總共七人，是過去曾竊取帝國的重要情報而成功結束世界大戰的傳奇隊伍。但在戰後執行某項任務時，因故而產生“內部分裂”導致「炬光」基德的背叛，因此除了當時正在單獨執行其他任務的克勞斯以外，其餘成員皆在不同的地方陣亡。如同團隊的名字，所有成員的代號都是命名自跟火焰有關的事物。
每隔兩年，隊伍會分別到各所間諜培育學校中，召集眾優等生並以「特別聯合演習」為由選拔新成員，並定出「才能不輸給克勞斯」的標準進行嚴格篩選，而過去十年來沒有一個學生通過標準。
「紅爐」費洛妮卡（聲：川澄綾子）
「火焰」的第三十八代領導人，右眼下方有一道火焰形狀疤痕的紅長髮女性。談判和情報專家，身為終結世界大戰的關鍵人物兼七名「終幕間諜」之一。是被克勞斯視為「母親」一般的精神支柱，當年在陽炎宮的房間現在被百合使用。
作為間諜界無人不知曉的傳奇女間諜，當年曾救出被綁架的緹雅，指導受驚過度而失語的緹雅重新學會說話，並鼓勵緹雅不只是要成為間諜，而是要成為連敵人都能夠一同拯救的英雄。然而外表溫柔的同時，內心同時也偏為激進，而且許多時候僅憑自己的判斷形式，因而導致「火焰」內部避不開同伴之間的衝突。其中在處理「曉闇計劃」時選擇“獨自背負重罪”並將其實現，也是因此造成「炬光」基德的背叛。
理應也會參加生化武器奪還任務的她，卻選擇獨自來到眾多間諜匯聚的穆札亞合眾國都市「米塔里歐」安排佈局，獨自創立隱匿於世、用來實現「曉闇計劃」的諜報機關「神木的守墓人」。然而由於染上重病的情況下，被「蛇」的成員「紫蟻」抓獲，臨死之際留下克勞斯與緹雅必定會回來擊敗他並拯救其部下的遺言後，以言語挑釁「紫蟻」而遭到槍殺，遺體被帝國送回共和國安葬。
「炬光」基德（聲：三木真一郎）
「火焰」的二號成員，克勞斯的師父，善用刀進行近身作戰，世界最強的格鬥專家，身為終結世界大戰的七名「終幕間諜」之一。也是被克勞斯視為「父親」的人物，當年在陽炎宮的房間現在被席薇亞使用。
當年與「紅爐」共同從貧民窟將克勞斯帶回陽炎宮養大，幾乎將一身的格鬥技巧傳授給他。喜歡稱呼克勞斯為「笨徒弟」，並且永遠比克勞斯快0.1秒，導致克勞斯在單挑時從未贏過他。後來因為獲知「曉闇計劃」的內幕而與老大「紅爐」發生理念不合導致決裂，為了阻止這項計劃而選擇背叛祖國與團隊，並倒戈至帝國間諜團隊「蛇」並更名為「蒼蠅」，直接導致「火焰」全滅以及大量共和國間諜人員名單外流。
深知克勞斯的棘手程度而選擇獨自應對，利用生化武器「地獄人偶」引克勞斯上鉤，但最終在由「燈火」接手的奪還任務中，被克勞斯與「燈火」的少女們用計打倒。寧死不屈的他本即將被克勞斯帶回共和國，還是為克勞斯挺身擋住「蛇」的狙擊手「白蜘蛛」射出的子彈，囑託克勞斯「這次要將家人守護到底」的遺言後喪命。未能帶回的遺體則被克勞斯砍下一根手指，帶回「火焰」全員的墓園中安葬。
「炮烙」蓋兒黛
「火焰」的狙擊手，身材結實、身經百戰、有「不死」之稱的老奶奶。雖然看似「人老不中用」，卻仍然勝過全盛時期。曾經被克勞斯視為「祖母」的人物，當年在陽炎宮使用的房間現在是莫妮卡使用。
訓練方式極為嚴苛、堪稱「地獄」，僅有少數人才能撐下來，擔任「火焰」選拔考官時會殲滅不中用的考生。生前將自己畢生的射擊技術與間諜步法分別傳授給克勞斯與溫德，而這些技術後來也經由他們二人分別傳授給莫妮卡。後來在「火焰」瓦解期間，在芬德聯邦的藏身處中留下自己的「遺產」，狠狠挫敗前來試探的「翠蝶」後，深知自己敵不過基德而自願被他砍殺，遺體同樣被送回共和國安葬。
「煤煙」盧卡斯、「灼骨」維勒（, ）
「火焰」的雙胞胎兄弟檔，喜好玩樂和賭博，曾經被克勞斯視為「大哥」的兩個人物。哥哥是擅長工藝的天才遊戲師，弟弟是擅長交涉術的占卜師，而弟弟當年在陽炎宮的房間現在被愛爾娜使用。
兩兄弟均在萊拉特王國被「蛇」的二號成員「藍蝗」殺害，哥哥是左半身遭焚燒、而弟弟則是右半身，兩兄弟的遺體同樣被送回共和國安葬。
「煽惑」海蒂（聲：伊藤静）
「火焰」的一員，說話毒舌、有私下創作情色小說習慣的女性，曾將藝術和料理技藝傳授給克勞斯，曾經被克勞斯視為「姐姐」的人物，當年在陽炎宮的房間現在被莎拉使用。
曾狠狠諷刺過莫妮卡實力不濟，但也間接讓克勞斯挑選莫妮卡成為「燈火」的一員。最後在加爾迦多帝國被「蛇」的成員「黑螳螂」毒殺身亡，遺體也被送回共和國安葬。

### 鳳
鳳是迪恩共和國確定「火焰」覆滅後，由各間諜培育學校的三千多名學生之中選出的前6名菁英畢業生所組成的新生間諜隊伍，與「燈火」保持著互相刺激、競爭、且用來提升彼此實力的勁敵關係。在「鳳」的前任老大「圓空」亞蒂的建議下，六人將學生時期的代號更改、並以不同鳥種類為全新代號，以營造一種團結感。然而除了「浮雲」蘭以外，其餘成員都已在芬德聯邦殉職。
「飛禽」溫德
「鳳」的實際隊長，棕色短髮、說話尖銳、文武雙全的間諜菁英，特技是刀術，培養出「假裝認輸」再「反擊瞬殺」的詐術。待人高高在上、單刀直入，成為間諜也是為了復仇，卻也是刀子嘴豆腐心。
家鄉在帝國軍隊攻擊下死傷慘重，父母雙亡的他在「火焰」的支援下才獲救。後來加入海軍情報部，出任務時重逢昔日恩人、「火焰」的一員「炮烙」蓋兒黛而被她傳授所有知識，最後被蓋兒黛要求加入對外情報室以協助克勞斯。在培育學校短短一年就以第一名成績畢業加入「鳳」。在前任老大「圓空」亞蒂犧牲後擔起領導職責，發現克勞斯的新團隊「燈火」全是吊車尾的真相後，為了兌現與蓋兒黛的約定，不惜一切想請克勞斯成為「鳳」的老大。雖然在競爭中，「鳳」搶先「燈火」一步完成任務，但由於多名成員出局、連自己都敗於愛爾娜的計策；因而認可「燈火」的實力而放棄念頭，同時在克勞斯的支持下成為「鳳」的新一任老大。
在後來的一個月中幾乎每天都會帶領「鳳」全員造訪陽炎宮，無時不刻地挑戰克勞斯作為訓練，同時也不情願地將間諜技藝與「燈火」分享，期間在不經意之下將蓋兒黛的間諜步法傳授給莫妮卡。後來帶領「鳳」來到芬德聯邦秘密調查「炮烙」蓋兒黛之死，期間卻受到「蛇」的陷害而受到CIM防諜部隊「貝里亞斯」襲擊，帶領同伴撐到最後，為「燈火」留下遺言後英勇戰死。
「翔破」畢克斯
「鳳」的二號成員，長相俊俏、說話輕佻的娃娃臉男子。特技是怪力，詐術是隱匿，雙者合一則是秘技「無盡鐵臂」。作為第二戰力的他，與溫德之間仍有不小的落差。
在「燈火」與「鳳」競爭過程中，判斷「鳳」無法在正面衝突中贏過「燈火」，因此便逃過眾人追捕、單獨完成竊取機密文件的任務，替「鳳」拿下比賽的勝利。在這次競爭中賞識席薇亞的身手，後來只要一見面便會不由自主地與她交手，同時也將自身的格鬥技術傳授給她。後來在「鳳」於芬德聯邦受襲時，雖然一度靠打破墻壁掩護同伴逃生，卻仍為了保護法爾瑪而中槍身亡。
「浮雲」蘭
「鳳」的一員，16歲，瀏海蓋住右眼的胭脂髮少女。特技是拘束，詐術是隱秘。擅長潛伏，善用細繩來作戰。說話方式奇特且不一致，語句尾喜歡加上「是也」。個性開朗、輕率，內心的信念也足夠強大。
起初身為所有間諜學校排名第三畢業而有些自視甚高，與「燈火」首次對峙時出言嘲笑過安妮特是「小不點」，因此在「燈火」與「鳳」競爭過程中被安妮特抓去折磨幾小時，從此對她心懷恐懼。在「燈火」與「鳳」相處的一個月期間收斂行為，花費長時間與安妮特“和解”後，將自己擅長的拘束傳授給她。
她同時也是「鳳」在芬德聯邦全滅時的唯一倖存者，在「貝里亞斯」襲擊中是受同伴的掩護下落入河中才倖免於難，傳出求救訊息並於五天後受「燈火」營救。失去同袍的打擊外加傷勢嚴重的她，由於未擺脫殺害達林皇太子未遂的嫌疑，只能加入「燈火」行列一邊養傷、一邊協助調查，最後與莎拉一同看護被「燈火」網羅的仇敵「貝里亞斯」。直到克勞斯與CIM交涉結束才使她誤會澄清，到醫院養傷期間繼續協助「燈火」的代號「炯眼」之奇招，成功使「燈火」反敗為勝、替「鳳」報仇雪恨。
「鼓翼」裘兒
「鳳」的參謀，翡翠色馬尾、戴著一副圓眼鏡的少女，特技是「地獄耳」，聽力強大到能收集到周邊各式各樣的聲音。勤勉聰明的她替同伴接下許多苦差事，優秀的頭腦也使「鳳」全員合作無間。
原先與葛蕾特來自同一所間諜培訓學校，因為同樣愛慕著克勞斯，因而惹惱曾是學校對手的葛蕾特。在「燈火」與「鳳」競爭中第一個出局，因一時大意而輸給變裝成溫德的葛蕾特。原本認為「燈火」還未成熟的她，經此一役也對其改觀，在與「燈火」相處的兩個月期間，除了替「鳳」規劃打敗克勞斯的計劃以外，也給過「燈火」許多建議。
但她同時作為「鳳」在芬德聯邦全滅的最大責任人，源於陪隊伍調查「炮烙」蓋兒黛死因過程中受到「翠蝶」脅迫。由於深知聯邦腐敗的程度，使她為了保住「鳳」全員的性命而不得不妥協，向「蛇」洩漏關於「鳳」的情資。直到最後察覺是圈套而背叛「蛇」，原以為自己能與同伴化險為夷，卻不慎低估敵人而最終伴隨「鳳」全員遭到襲擊，連她自己也被「翠蝶」殘忍割喉殺害。
「羽琴」法爾瑪
「鳳」的一員，平時嘴巴半開，頭髮凌亂，外表邋遢的女子，看似懶散卻十分奔放。為人不顧場合、十分熱情，喜歡對人又摟又抱。特技是籠絡，能讓任何人對自己敞開心扉、吐露真實感情。
與莎拉來自於同一所間諜培育學校，在與「燈火」相處的一個月中，將自己擅長的交涉能力傳授給緹雅與葛蕾特，包括一些關於戀愛方面的指導。後來在「鳳」於芬德聯邦受襲時，中槍負傷之下死於畢克斯懷中。
「凱風」庫諾
「鳳」的一員，身形魁梧、帶面具的男子，沉默寡言卻精通工藝，任務時主要負責破壞、暗殺。即使話不多，但仍能跟同伴達成默契配合。同時也擅長各種園藝，與「燈火」相處過程中佔用陽炎宮的庭院種菜。
將自身的潛伏能力傳授給百合，而工藝技術則傳授給安妮特。後來在「鳳」於芬德聯邦受襲時第一個陣亡，為了保護同伴而捨身護住「貝里亞斯」扔的手榴彈而被炸死。
「圓空」亞蒂
「鳳」的第一代女性領導人，在任務中為了保護平民而英勇犧牲。

### 其他相關人物
其他與迪恩共和國有關的人物。
佩吉（聲：神田美夏）
百合就讀的間諜培育學校校長，負責管理共和國第十七間間諜學校，是一名容貌溫柔、體形豐滿的中年女性，過去曾是海軍情報部的優秀間諜。儘管一直被身為「吊車尾」的百合所苦惱，但始終都沒有放棄她，服從高層安排、以“暫時畢業”的名義讓她加入「燈火」，後來看到百合在米塔里歐“大放異彩”的報紙新聞才為之驕傲。
Ｃ（聲：小形滿）
迪恩共和國內閣府「對外情報室」的現任室長，克勞斯的最高上司，曾經也是第一線的高強間諜，現在退居幕後指揮各團隊執行任務。
烏維·阿佩爾（聲：大塚芳忠）
迪恩共和國極左派政治家，同時擔任厚生衛生省的副大臣。由於在共和國政治界具有重大影響力，因此被暗殺者「屍」視為重要情報來源。生活節儉、拒絕浪費，認為這些資源都是要供給受災人民。脾氣不好的他因為過於節儉而攝取不夠營養，導致他患有夜盲症與味覺障礙，直到負責保護他的席薇亞盡心盡力的料理才有所改善，同時在她們一行人的幫助下保住一命。事後為了答謝席薇亞，承諾會幫忙爭取改善兒童福利的法案。
威爾塔·巴魯特（聲：古川慎）
迪恩共和國陸軍情報部上尉，24歲，負責抓捕潛伏在共和國內的帝國間諜。與對外情報室關係不悅，尤其與克勞斯保持著水火不容的關係，兩人每次一見面便是不情願地互相交換情報。在共和國南部的娛樂城負責搜捕入侵進來的帝國間諜、也是安妮特的母親瑪蒂達，但即使佈下層層軍力，仍然因燈火選拔組少女們的介入而以失敗告終。
在小說中，他非常尊敬克勞斯的師父「炬光」基德，表示曾經請他當過陪練而對他心生敬仰，然而卻不知道他背叛共和國且已經喪生的事情。
「海鳴」
迪恩共和國諜報機關的信使，特征是一頭染成黃色和桃紅色的奇特髮型以及濃厚眼影，因為嗜酒而造成她略為沙啞的酒嗓。任務一向是負責與離開祖國執行任務的間諜接觸，直接傳遞與接收機密情報，一般會固定與克勞斯接觸。

## 加爾迦多帝國

### 蛇
蛇是加爾迦多帝國的神秘諜報機關，因為在帝國內部秘密成立、在近幾年內慢慢壯大而成為來歷不明的非官方間諜組織，每一名成員都是以不同顏色的昆蟲種為代號。組織是以阻止「曉闇計劃」為使命，大部分都是來自不同國家的叛逃或現任諜報員，其中包括背叛迪恩共和國的前「火焰」成員「炬光」基德，其加入為蛇帶來極大的助力。
「紅蜂」
「蛇」的老大，是一名不到20歲的美少年，特征是宛如面具般缺乏生命力的五官輪廓，代號中的「紅」字是源自「紅爐」並表示敬畏。因為身份問題，本人不會出面，所有事務都是由「藍蝗」處理。
真實身份為萊拉特王國的王族，本名「費迪南·夏爾」，作為王國前任國王布諾瓦的侄孫，也是現任國王克雷曼三世的侄子。起初從父親口中得知「曉闇計劃」內幕，認為該計劃違反人道罪，為此不惜背叛祖國、投靠帝國都要阻止計劃進行。藉助「藍蝗」組建「蛇」來阻止計劃，然而表面上身為老大，卻只是一具受「藍蝗」利用的傀儡，僅僅只是爲了給「蛇」增加權威性以便擴充軍力。本人非但沒有實際參與指揮，甚至對其他成員在外肆意妄為的種種罪行一無所知。
隨著大部分成員均輸給克勞斯帶領的「燈火」，加上自己與「藍蝗」因意見相左而分道揚鑣，無從選擇之下傳信給克勞斯提出會面並交代所有真相。
「藍蝗」
「蛇」的二號成員兼實際操縱者，地位僅次於「蛇」的老大，特征是挺著啤酒肚的微胖中年男子，曾親手招收「白蜘蛛」而一步一步壯大組織。同時也有卓越的個人技術，曾親手殺死過「火焰」的兄弟檔「煤煙」盧卡斯與「灼骨」維勒。
「白蜘蛛」（聲：下野紘）
「蛇」的狙擊手兼中心人物，善於觀察、揣測人心的蘑菇頭銀髮男子。有卓越的狙擊水平，但本人貪生怕死，近戰實力非常弱，一遇到無法解決的危機便會馬上逃跑，曾在克勞斯面前狙殺過基德。
真名「克里斯多·哈爾托」，曾是因為跟上級長官起衝突而遭到退役的前帝國陸軍，凡事向著「弱者」的他，之後以「首都最弱的麻煩剋星」之名賺了一點小錢。直到被蛇的「老大」與二號成員「藍蝗」看中而招收進組織，獲知「曉闇計劃」的驚天內幕後選擇為蛇賣命，多年下來遊走各國、接觸各國的諜報機關，招收多名與自己意氣相投的間諜人才而慢慢壯大組織，後來包括與「火焰」決裂而自願投靠組織的「炬光」基德。
由於「銀蟬」去殺克勞斯失利且遭反殺，加上被自己給予厚望的基德與「紫蟻」同樣相繼落敗，使他決定佈下一個殘酷的局來徹底消滅克勞斯。與「翠蝶」聯手造成新生間諜團隊「鳳」的覆滅，並觀察到「燈火」中的莫妮卡其實對百合抱有戀愛感情，指示「翠蝶」向其威脅來削弱克勞斯的實力。儘管計劃因為莫妮卡背叛「蛇」且獨自背負一切而受挫，但還是對克勞斯造成不小傷害。
斷言這是殺死克勞斯的最佳時機而策反「操偶師」亞梅莉，指示她將克勞斯帶至無法逃脫的火車上對峙，並一槍殺害亞梅莉以防止她背叛自己。即將成功之際卻受到趕上火車的莎拉與百合阻擾，最終被百合使用秘密武器「失樂園」所製造的大量毒泡泡吞噬，導致身體落下毀滅性重傷，用最後一口氣開槍自盡，留下一句遺言「虹螢」二字後斃命。在此之前將自身的經歷寫成自傳小說，以癮君子小說家迪亞哥·克鲁加之遺作的名義出版。
「紫蟻」（聲：子安武人）
「蛇」的一員，善於支配人心的瞇眼微笑男子，特征是身穿白色大衣、深色西服、戴大禮帽與掛一條紫色披肩。笑裡藏刀、乖戾兇殘，在穆札亞合眾國「米塔里歐」稱王，曾親手殺害過火焰的老大「紅爐」。
原是帝國罪犯，後來成為萊拉特王國諜報機關「創世軍」的間諜「迪默司」，直到叛變後在合眾國活動，不情願地為「蛇」效力。專屬武器是電擊棒，擅用精神虐待來將任何有資質的普通市民調教成臣服於自己、專殺間諜的「工蟻」。而他的工蟻數量已達數百人，對每人下令「任務失敗則馬上自盡、並由十多名替補上陣」，採用如此的人海戰術對全世界的諜報機關造成巨大打擊。由於自身不擅長近戰，因此靠百里挑一選出九名負責在危急時刻保護自己的「將軍蟻」。
直到克勞斯帶領「燈火」攻入他的地盤，本以為能像收拾其他精英間諜一樣輕鬆完勝，然而未預料到繼承「紅爐」遺志的緹雅能使「潭水」羅蘭在內的部下們倒戈，即使搬出九名「將軍蟻」反擊，卻最終因為輕信「白蜘蛛」的情報、導致錯估克勞斯的實力而伴隨九名將軍蟻一併落敗。後來被克勞斯轉交給合眾國的諜報機關「JJJ」進行審問，在審問期間被打斷雙腿後一度逃脫監禁、在現場留下血書「虹螢」二字，兩個月後被人發現以面帶淺笑的方式死亡。
「黑螳螂」
「蛇」的一員，身形高大的黑瞳多臂男，特征是黑色兜帽以及三條被稱為「車轍斧」的機械右臂，戰鬥方式也是用「車轍斧」進行大範圍攻擊。在「蛇」之中擁有最強的戰鬥能力，還曾殺害過火焰的成員「煽惑」海蒂。
原屬穆札亞合眾國諜報機關「JJJ」的間諜「窮奇」。過於熱衷改造義手而荒廢合眾國派給他的任務，加上多年前曾造訪帝國而引起「白蜘蛛」注意。儘管不感興趣，但仍受「蛇」的使命所吸引而加入組織，同時也在尋找夠格的對手，以求有朝一日從間諜界「引退」，亦是他的口頭禪。而一生之中只有被兩個人打倒過，「炬光」基德以及萊拉特王國的傳奇間諜「妮姬」。
在芬德聯邦與「翠蝶」聯手殲滅「鳳」，之後還與「白蜘蛛」攔截死裡逃生的莫妮卡。同時未察覺到「車轍斧」其實被「鳳」全員拼死破壞而無法正常運作，因而沒能給予莫妮卡致命一擊。之後也沒找到機會修復義手，繼續遵從「白蜘蛛」的指示埋伏CIM的支援。完成任務後在撤離碼頭等待，而「白蜘蛛」和「翠蝶」相繼在這段期間都被消滅，思考下一步時卻被神秘間諜「櫻華」找到，與他發生過正面戰鬥。
後來仍全身而退，持續在萊拉特王國重創當地的諜報機關，然而深知無法敵過「妮姬」而搶先一步敗逃。
「翠蝶」
「蛇」的一員，年少輕狂、善於蠱惑人心的綠色長髮少女，特征是擁有舞者般的身材、臉上總是掛著嗜虐微笑，習慣以「蜜（Me）」自稱。雙肩上留有閃電形狀的巨大傷痕，源自她對打火焰的成員「炮烙」蓋兒黛時的失誤而造成。
真名「琉露絲」，身為芬德聯邦王族哈托菲三公主的次女，同時也是被「白蜘蛛」策反的CIM高層——「魔術師」蜜蕾娜。原本為國家盡心盡力，卻漸漸察覺到王族內部的陰暗面，後來被「白蜘蛛」告知「曉闇計劃」的詳情、以及自己所捍衛的皇太子都是計劃一份子之驚人內幕，最終倒戈而加入「蛇」。但起初過於傲嬌而被「白蜘蛛」設計去殺「炮烙」蓋兒黛，輕敵之下反被毆打而留下雙肩傷，卻仍喜歡吹噓自己是獨自解決「炮烙」。
身為「海德」高層的她擁有「CIM」大量權限與人力，在聯邦首都修羅各處都有眼線，身邊包括幾名「紫蟻」供她使用的「工蟻」。負責與黑螳螂殲滅當時潛入聯邦調查「炮烙」死因的「鳳」，善於玩弄是非的她試圖策反「鼔翼」裘兒，從而使「鳳」能像「火焰」一樣分崩離析。然而裘兒最終拒絕助紂為虐，便隨意編造假情報的形式操縱「貝里亞斯」襲擊「鳳」，同時還親自殺害裘兒作為懲罰。
對「燈火」做出行動時故伎重演，以百合的性命威脅莫妮卡背叛「燈火」，縱使莫妮卡別無選擇地倒戈。原以為能像摧毀「鳳」一樣瓦解「燈火」，卻未料到莫妮卡暗中與緹雅聯手、瞞著克勞斯一行人暗中行動、撥亂反正。最後更是目睹莫妮卡與整個CIM部隊為敵且全身而退，無計可施之下敗在莫妮卡刀下。隨後被CIM逮捕，以叛國罪行剝奪所有權力。遭受審問時策反已對祖國失去信任的「操偶師」亞梅莉，受她的協助逃離監禁，但沒逃多久就被「咒師」奈森就地正法。
「銀蟬」
「蛇」的一員，與白蜘蛛是同年代、用髮帶裝飾頭髮的女間諜，原屬別馬爾王國諜報機關「卡司」、原代號「飼育員」。善用針筒作為武器，但嚴重缺乏謹慎、凡事總是喜歡想當然，以至於不止一次輸給對手。
原是擔任政治家的護衛，在信不過自己效忠的諜報機關之下輕易被「白蜘蛛」策反，並且成為「白蜘蛛」在組織裡的唯一朋友。本人好賭，但卻逢賭必輸，曾在萊拉特王國賭場輸給過「火焰」的兄弟檔「煤煙」與「灼骨」，甚至沒有意識到自己將「曉闇計劃」一詞脫口而出。隨著基德加入「蛇」，使她接受訓練而大幅提升暗殺術。在「火焰」覆滅的同時被「白蜘蛛」和基德委任消滅克勞斯，然而卻出師不利而在別馬爾王國的冰露庭園遭反殺。

### 其他相關人物
其他與加爾迦多帝國有關的人物。
伊娃（聲：杉山里穗）
加爾迦多帝國的女情報員，20餘歲，特征是褐色短髮。在帝國情報機關「幽谷」內擔任防諜、以「秘密警察」身份捉拿敵方間諜。善用細線進行捕捉、暗殺目標，總是一副游刃有餘的樣子。藉由倒戈至帝國的「蒼蠅」基德的情報，埋伏在存有生化武器「地獄人偶」的恩蒂研究所等待「燈火」送上門，本以為能輕鬆使敵人上鉤，卻在反應不及之下被克勞斯一刀刺喉斃命。而在這之前，她去執行追殺帝國叛徒的時候還輸給過莫妮卡。
「潭水」羅蘭（聲：岡本信彦）
加爾迦多帝國的間諜兼暗殺者，同時被稱作「屍」，名副其實，有著一副死人的可怕外表，負責遊走世界各地暗殺間諜以及反帝國政治家，習慣將殺死的目標佈置成自殺。
不為人知的是，他還身為「蛇」的成員「紫蟻」的愛犬，過去曾是米塔里歐大學醫學系神童，卻被「紫蟻」活生生施虐調教成其「工蟻」，同時親眼目睹過「紅爐」之死。經由「紫蟻」之手轉交給帝國、賦予代號「潭水」執行一連串殺戮，最終被克勞斯與「燈火」選拔組少女們聯手打敗且抓獲，用來拷問關於「蛇」的情報，後來還被一同帶至米塔里歐參與對付「紫蟻」的任務。原本藉機逃出的他卻被緹雅以模仿「紅爐」的語氣而勸服，以至於協助克勞斯與「燈火」撥亂反正、抓獲「紫蟻」。中槍之下被遠處的「白蜘蛛」狙殺身亡，但臨死前感謝緹雅拯救自己，遺體由「燈火」全員火葬。
奧莉維亞·費雪（聲：日笠陽子）
政治家烏維·阿佩爾宅邸的女僕總管，特征是金色長髮加綠瞳，而真實身份是帝國暗殺者「屍」的情人，原在偏鄉當妓女的她被「屍」收留，與他相愛的同時也學會一些殺手本領，但並不知道自己對「屍」而言只是可有可無的工具人。受令在烏維身邊臥底以傳達政治情報，因為作為「屍」的協力者，使她變成「燈火」的目標之一。最後被葛蕾特安排的佈局以及露真容的計策而中槍落敗，與不久前被克勞斯打敗的「屍」一同被逮捕。
被捕後交代完自己與「屍」的聯繫而獲釋，同時被前來探望的葛蕾特告知「屍」的死訊。最後體內被秘密注射一種會讓人逐漸歇斯底里、且會在半年內斃命的藥物，被釋放回自己的祖國而度過最後的日子。
瑪蒂達（聲：斋藤千和）
加爾迦多帝國的間諜，安妮特的母親，表面身份是萊拉特王國重機械製造商「米拉科夫重工」的技術人員。與安妮特一樣是灰桃色長髮，和善的外表下卻隱藏著乖戾殘暴的本性。數年前收養本是棄嬰的安妮特，與她扮成母女以方便間諜活動，將她整形成自己的女兒時弄瞎其左眼，對她輪番毆打、導致失憶後拋棄，並謊稱在一起鐵路事故中與她失散。
如今在娛樂城摩戴羅行動時被陸軍盯上，重要工具箱也被當地犯罪團夥搶走，卻偶然跟久別的安妮特重逢。靠扮演善良母親來讓安妮特親近於自己，以借緹雅一行人之手偷回工具箱，再靠貨船集裝箱逃回帝國，甚至在工具箱內安置詭雷企圖殺死安妮特。但由於逃走前殘忍屠殺過搶劫自己的犯罪團夥，身上沾有的血腥味而被安妮特察覺到心懷不軌，因此最後在集裝箱內被安妮特事先掉包的詭雷工具箱炸死。

## 穆札亞合眾國

### JJJ
JJJ是穆札亞合眾國的情報機關，一手承攬整座合眾國的諜報和防諜工作。為了監視加爾迦多帝國並處理在米塔里歐肆虐的「紫蟻」，他們與迪恩共和國的「對外情報室」之間保持著合作關係。
「矯正」
穆札亞合眾國諜報機關「JJJ」的使者，是一名身穿神父袍、戴著黑框眼鏡的白髮黑人男性。在米塔里歐負責與克勞斯接頭，接獲遭俘虜的紫蟻並帶回「JJJ」審問，同時與克勞斯聯手將其事件利用百合的假身份進行掩蓋。
「麒麟」、「靈龜」
穆札亞合眾國諜報機關「JJJ」的兩名菁英間諜，奉命監察在「米塔里歐」大肆蹂躪的「紫蟻」，然而兩人還是死在「紫蟻」手中，遺體被「紫蟻」送回給JJJ作為示威。

### 工蟻
工蟻是由「蛇」的成員「紫蟻」長期在穆札亞合眾國各地以支配手段所組建的民兵軍團，總數400多人，光是在「米塔里歐」就有287人。每人都是具有資質的普通市民，但受紫蟻洗腦改造之下都淪為誓死效忠的間諜殺手，每人都被「紫蟻」賦予「看到間諜則必須殺死，一旦失敗則必須立刻自盡，而失敗後馬上會有12人前去索命」的指令。
米蘭達（聲：加隈亞衣）
「紫蟻」的工蟻之一，米塔里歐的大學生，長期出入聚集上流人士進行比賽賭博的地下賭場，且受「紫蟻」施虐支配而磨練出遠超一流水準的飛鏢投擲技術。一直以來在飛鏢比賽中居於榜首位置，直到她被臥底進來的莫妮卡靠智取打贏。落敗的她直接服從「紫蟻」的指令而選擇自殺卻未遂，被莫妮卡擊昏後搶救回一命。
巴隆（聲：榎木淳弥）
「紫蟻」的工蟻之一，擔任身在米塔里歐做生意的別馬爾王國紅茶製造商的副社長之專屬司機，說話習慣用「哦」（Oui）開頭。身為退休的中量級拳擊手，即使在黑暗狹小的空間都能來去自如，因為家人受「紫蟻」施虐脅迫而成為他的間諜殺手。負責剷除試圖接近副社長來打探情報的間諜，直到他被席薇亞和愛爾娜聯手打敗。腿部中槍的他本準備服從「紫蟻」的指示，任由自己放血致死，但被席薇亞緊急包扎而救回一命。
酒保
「紫蟻」的工蟻之一，是一名25歲左右的年輕男子，在「紫蟻」的地下酒吧中擔任酒保一職。過去曾是地下格鬥場的知名武術家，本期待靠贏得的獎金與女友結婚，然而卻遭到「紫蟻」拷問及施虐之下，變成面無表情的冷血殺手，所殺死的人包括自己的戀人。與羅蘭共同在酒吧中目睹「紅爐」被害，心裡一直期待「紅爐」口中的「英雄」現身，因此最後成為繼羅蘭之後第二位被緹雅勸服的工蟻。
派翠克
「紫蟻」的工蟻之一，原是一名銀行職員，兩年前遭到「紫蟻」施虐而對他誓死效忠，負責在自己工作的銀行內盤查任何可疑的資金流動，以找出幕後活動的間諜。兩年來幫「紫蟻」殺死過不同國間諜在內的35人，其中包括身份國籍不明的間諜「櫻華」，同時也在期待「英雄」現身。後來負責抓捕一人逃亡的「花園」百合，期間以強悍體質與精神力與百合拼個兩敗俱傷，但最終被趕到的克勞斯打倒。
- 根據作者在短篇集2中的後記所言，該角色原計劃是要在本篇中登場，但為了不破壞故事節奏而改在短篇中登場。

將軍蟻
實力最強的九名工蟻，是由「紫蟻」精挑細選出的九名男女老少所組成，作為他在緊急情況時使用的殺手鐧，由於沒有見過或聽過「紅爐」而無法被緹雅勸服。每人都身穿晚宴禮服、雙眼混濁，分別手持槍械、劍與盾牌，加上各自打出完美配合而攻守兼備。然而由於「紫蟻」嚴重低估克勞斯的力量，導致他們九人伴隨他們的領袖被集體被一網打盡。

## 芬德聯邦

### CIM
CIM是芬德聯邦的諜報與國家安全機關，效忠於當地王族，內部擁有不同的防諜部隊，負責逮捕、關押、拷問任何潛入聯邦的他國間諜，組織的宗旨為「絕對正義──我們永遠都是正確無誤。」

#### 海德
海德是CIM的最高機關，由「咒師」奈森、「魔術師」蜜蕾娜、以及其他三名高層所組成，在CIM內部也是神秘的存在。
「咒師」奈森
「海德」的最高干部，30多歲，也是芬德聯邦最強的間諜，身為終結世界大戰的七名「終幕間諜」之一。是一名身經百戰、充滿威嚴、穿戴大量珠寶裝飾品的長髮男子，口頭禪為「風雅」。
實力雖強，但待人謙虛、為人師表，在CIM內部備受尊敬。世界大戰時曾與「火焰」攜手共戰，擊潰帝國的諜報網而使自己的「咒師」名號聞名天下。而四年前也與還在使用假名「隆」的克勞斯透過任務認識，使他深知克勞斯棘手的程度，同時對已故的「紅爐」也十分著迷。在碼頭的戰鬥中親眼見證作為克勞斯學生的「冰刃」莫妮卡，與整個CIM部隊為敵卻最終全身而退。對此稱讚不已的同時也認可「燈火」成員的實力，因此私下配合克勞斯抓出CIM的內奸。後來親自將引發眾多混亂的罪魁禍首「翠蝶」正法，同時協助「燈火」隱瞞莫妮卡倖存的真相，以代表CIM償還之前所有造成的誤會與過失。

#### 貝里亞斯
貝里亞斯是CIM最高機關「海德」直屬的防諜部隊，由「操偶師」亞梅莉帶領，其成員共有26人。
「操偶師」亞梅莉
「貝里亞斯」的首領，負責捉拿任何入侵聯邦的間諜，身為第四代的「操偶師」。特征是哥德式穿著與打扮，手持一根指揮棒，僅需報出「…號劇目」便能指揮整個部隊。
自學生時代起便出類拔萃，加入CIM成為防諜情報員，並被「海德」給予防諜部隊「貝里亞斯」的指揮權。多年來專門替「海德」執行各種見不得人的機密任務，例如搜捕賣國賊、異議人士等等。忠誠於CIM的她從未對上級的命令有過一絲質疑，認為所作所為都是為了保衛祖國，並未察覺自己只是受上級擺佈的“提線木偶”。當所尊敬的達林皇太子遭到暗殺未遂時，受「翠蝶」的假情報愚弄而帶隊襲擊實與暗殺毫不相干的「鳳」，並全力搜捕唯一的倖存者「浮雲」蘭。
搜捕過程中與席薇亞和克勞斯交涉，然而人未找到就得知皇太子被害，自責不已的她甚至受到「燈火」用計打敗，伴隨整個「貝里亞斯」以殺死「鳳」的罪名集體受到拘禁。數日下來開始重新審視自己的愚忠，並因為輸給「燈火」而慢慢領略到「光當棋子則無法守護國家」。在莫妮卡背叛「燈火」期間藉機逃回CIM通風報信，雖然造成「燈火」全員被CIM拘禁，但還是提出彼此合作來扳倒真正的罪魁禍首「蛇」。
負責審問「翠蝶」期間遵從克勞斯對她說的「最好對一切保持懷疑」的忠言，相繼從「翠蝶」及私下見到的「白蜘蛛」口中得知「曉闇計劃」的內幕，從而徹底對祖國失望而決定與「蛇」聯手。服從白蜘蛛指示而刻意離間CIM與「燈火」的合作關係，偷偷將克勞斯帶至蒸汽火車上讓他與「白蜘蛛」對峙，即使表露自己問心無愧地與「蛇」為伍，但最終被身邊的「白蜘蛛」質疑忠誠心之下而遭到槍決。即便如此，她臨死前還是開槍擊傷克勞斯而助「白蜘蛛」一臂之力，憑藉自己的意志而亡。
「蓮華人偶」
「貝里亞斯」的副官，是一名滿面喜色、身穿修道服的女性。伴隨亞梅莉執行眾多任務，也是跟在她身邊的忠誠部下。
受令監視席薇亞和克勞斯期間，在「白鷺館」舞會時被躲在桌子下的百合趁機用毒針弄昏，並迅速由變裝的葛蕾特進行冒充、臥底在亞梅莉身邊並提供假情報，將「貝里亞斯」一步一步引向陷阱。而本尊最後伴隨整個隊伍一併受拘禁。
「自毀人偶」
「貝里亞斯」的副官，是一名頭戴大禮帽、身穿西裝的纖瘦少年，與蓮華人偶是一唱一搭的搭檔關係。
受令監視席薇亞和克勞斯期間，不小心開車撞倒有意出現在路中央的愛爾娜，迫使肇事逃逸的他隔天晚上回到現場清除潛在的目擊者，卻受到安妮特埋伏，被她用蘭的細繩截斷右手，後來即使獲救也就此退出一線。

#### 瓦納金
瓦納金是CIM規模最大、為數96人的防諜部隊，由「盔甲師」梅瑞狄斯帶領，是一群身穿黑衣、行為粗暴、以無視人權而聞名的部隊。
「盔甲師」梅瑞狄斯
「瓦納金」的首領，是一名從容強勢、皮膚黝黑的金髮男性，身穿漆黑大衣、腰際挂著一把與時代不符的軍刀。一向奉王命行事，堅信自己的行動永遠「正確無誤」，有時誤會無辜人士卻渾然不知。
擁有驚人的身體能力、無窮無盡的體力、以及不打倒敵人誓不罷休的執念。在碼頭的戰鬥中與莫妮卡正面交鋒，強悍的實力與莫妮卡打成平手。後來即使得知CIM內部腐敗的真相，卻仍拒絕與剩餘「燈火」少女們聯手，緊盯她們的同時也限制她們的一舉一動。蠻橫的行為迫使百合、席薇亞和莎拉獨立行動，前去攔截過程中與獨自留下來抵擋的席薇亞拼個兩敗俱傷，身體中毒而失去行動能力。直到聽完席薇亞的解釋才得知他們被內奸愚弄，最後選擇幫助「燈火」撥亂反正。
「鑄刀師」米涅
「瓦納金」的副官，身穿黑色套服的20餘歲女性，負責指揮第四部隊。是一名裝腔作勢、態度帶有蔑視的高官，善用聲波武器「絕音響」來壓制眼前的對手。
奉命監視「燈火」當時唯一能行動的三名成員百合、席薇亞和莎拉，允許她們受限制行動的同時，也在極力打聽三人的計劃以向上匯報。後來在百合三人偷溜出去時獨自追擊，卻因為先前喝下過百合參入緩效性毒藥的紅茶，因此剛要拿下少女們就因為毒效而倒地，不得不呼叫老大「盔甲師」梅瑞狄斯前來才得救。

#### 其他成員
「影法師」路克
CIM精銳暗殺部隊「卡爾巴」的首領，外型奇特、嘴上佩戴野獸面罩的男子，獨自領導14人組成的部隊。
原本帶領隊伍在國外出任務，直到在達林皇太子遇害後被緊急召回，負責殺死背負暗殺罪名的「緋蛟」莫妮卡，然而伴隨著整個隊伍被莫妮卡擊敗。
「偵查師」西爾維特
CIM高官兼任陸軍中將。
「小丑」海涅
CIM道具製作機關的首領，身穿深紫色禮服、體型略微豐腴、態度帶有輕蔑的女性。
「旋律師」卡奇
CIM主司誘導及煽動市民的機關首領，身穿白袍、佩戴單眼鏡片的男性，並不知道自己的部下中有「蛇」的間諜。
雷提亞斯
CIM原先最優秀的間諜部隊，由五名CIM的精英間諜所組成，直到受令潛入「米塔里歐」過程中被「紫蟻」的工蟻軍團碾壓，五人僅殺死14名工蟻後全滅。

## 萊拉特王國

### 創世軍
創世軍是萊拉特王國的防諜機關，作為寄生於上流階層、憑藉出色防諜技術擊潰外國間諜以及國內任何反叛分子的機關，儘管幾乎是由最強間諜「妮姬」一個人挑大樑。
「妮姬」
「創世軍」的頭領兼最強防諜專家，守護王國首都琵爾卡的霸主。身為終結世界大戰的七名「終幕間諜」之一，同時也被譽為「世界最頂尖間諜」、與「火焰」齊名而聲名遠揚的存在，如今被稱為「戰無不勝的謀略之神」。
擁有與「炬光」基德並駕齊驅的戰鬥技術，以及與「紅爐」費洛妮卡不相上下的洞察力。專屬武器是一把高過身高的鎚子，但卻能將鎚子自由操控地出神入化，例如彈開子彈、粉碎金庫、或是直擊敵人頭頂。曾僅憑一人之力打倒數十個反政府組織。
代號取自希臘神話的勝利女神尼刻。

## 別馬爾王國

### 卡思
卡思是別馬爾王國的諜報機關，作為效力於當地政府、以保護政治家等高層人員為優先任務的機關。
「阿卡扎姐妹」
別馬爾王國諜報機關「卡思」的姐妹檔間諜，受令潛入穆札亞合眾國都市「米塔利歐」舉行的托爾法經濟會議，期間受到「紫蟻」手下的「工蟻」軍團襲擊。姐妹倆殺死七名工蟻後僥倖逃跑，但代價卻是姐姐犧牲。
「影種」
別馬爾王國諜報機關「卡思」的間諜，是一名本性不壞、卻喜好食人的大叔，身為終結世界大戰的七名「終幕間諜」之一。同樣受令潛入「米塔利歐」舉行的托爾法經濟會議，並受到「紫蟻」手下的「工蟻」軍團襲擊，殺死九人後便自盡。

## 神木的守墓人
由世界最頂尖間諜、「火焰」的老大「紅爐」費洛妮卡死前所創立，讓「曉闇計劃」實現的神秘諜報機關，組織名字源自智天使。
「櫻華」
謎一般的間諜，暗中活躍於世界各地、宛如義賊般來歷不明。無論是身份、年齡、國籍均不明，同時疑似擁有多重分身，效力於「紅爐」生前創立的神秘機關「神木的守墓人」。
目前已知的分身包括一名「十幾歲的少年」，在米塔里歐殺死「紫蟻」的17名「工蟻」後陣亡。而另一名則是身穿米色風衣、戴圓框眼鏡、頂著蓬鬆黑色捲髮的「異國青年」，善用一把能發射出沾有可燃液體之鉛彈的手槍，在芬德聯邦與「黑螳螂」交涉過。

## 其他角色
其他出現在本篇以及短篇集中的角色。
菲涅（聲：木野日菜）
一名在街上賣果汁的孤兒，為生存而不得不當扒手，趁賣果汁的時候偷走別人的錢包，一旦失敗則會遭受她的收養者弗里傑毆打。最後受到克勞斯和席薇亞聯手拯救，與其他孤兒一起送入正規孤兒院中生活。
弗里傑（聲：山根雅史）
前共和國陸軍准下士，是一名有嚴重暴力傾向的彪形大漢。因為引發傷害事件而遭到革職，便收養一群街頭孤兒為自己犯罪，還靠關係熟的警官安格雷爾來逃脫法律責任。直到因為涉嫌間諜罪而受到克勞斯調查並擊敗，使他伴隨安格雷爾警官一同接受法律制裁，而他手下的孤兒們也在席薇亞的幫助下集體獲得自由。
尤丹·丘普卡（聲：中村源太）
加爾迦多帝國的電氣工程師，妻子早逝、獨自撫養一名9歲兒子馬戴爾。因為頻繁出入恩蒂研究所而了解其內部構造，被當時在帝國執行不可能任務的「燈火」視為重要情報來源。然而他本人因為見識到研究所中進行的各種非法人體試驗，便竊取一部分研究所的機密情報後計劃逃離帝國，然而該行徑最終使他與兒子被帝國諜報機關找上，即將被殺之際受莫妮卡相救一命，最後與兒子平安逃到共和國。
馬戴爾·丘普卡（聲：花守由美里）
尤丹·丘普卡的9歲獨生子，單純的他受父親的職業影響，夢想成為一名帝國軍人。在學校受惡霸欺負時被莫妮卡相救，因此崇拜著她而拜她為師。起初不知道她只是利用自己來接近父親、探查情報，但因為父親竊取帝國機密而被來自防諜機關的伊娃劫為人質。直到與父親共同被莫妮卡營救，感謝莫妮卡的恩情後與父親共同逃至共和國。
大衛·曼海姆（聲：火山太田）
迪恩共和國知名食品企業「曼海姆公司」的第二代社長，表裡不一、行為不檢，完全不懂經營而使公司運營日漸惡化。為了讓公司恢復利潤而盯上「燈火」少女們愛去的肉派店，千方百計地打算從老闆手上買下其獨家配方，卻絲毫不想花大手筆而開始不擇手段。如此的行為迫使葛蕾特帶領「燈火」使用完美的計策，最終使他的計劃落空，而手頭的錢也被葛蕾特匿名捐給肉派店。
塔利庫·普普克（聲：田丸篤志）
一名自稱對莎拉一見鐘情的英俊青年，然而實際上身為一名愛情欺詐慣犯，一向靠假身份接近單純的富家千金、建立好關係後再慢慢榨取她們的財物，甚至多次鑽法律漏洞而逃脫制裁。盯上莎拉是為了找機會偷走她訓練有素的小狗強尼、再以高價賣給上流社會，此舉令「燈火」少女們群情激憤。最後在緹雅的安排下中了美人計而向莎拉吐露全部犯行，使他再次被逮捕且接受制裁。
麗琳、麗華
龍衝黑幫「珠寶組八人幫」的一對雙胞胎姐妹，負責打著「水晶占卜」的旗號躲在小巷中監視，排除任何像是情報員的危險分子。兩姐妹不僅面相、身高、與穿著均一致，且都會以鐵扇作為兵器的武術，而且行動時會合作製造出“只有一名女性”的錯覺，以此假裝「快速自如」來讓敵人自亂陣腳。然而她們的騙術最終被莎拉用動物們識破，且都被趕來的莫妮卡獨身擊敗，最後是麗琳在審問中交代出關於「鋼瓮幫」的重要情報。